# Judenplatz
Judenplatz (niem. Plac Żydowski) – plac w Wiedniu, w 1. dzielnicy Innere Stadt. W średniowieczu centrum gminy żydowskiej Wiednia.

## Historia
Żydzi zaczęli osiedlać się w Wiedniu na terenach, które nazwano później Judenplatz około roku 1150.  Do roku 1400, zamieszkiwało tutaj około 800 mieszkańców, w tym kupcy, bankierzy, uczeni. Na Judenplatz znajdował się szpital żydowski, synagoga, łaźnia, dom Rabbiego oraz szkoła żydowska.
Za panowania Księcia Austrii Albrechta II Habsburga miały miejsce silne prześladowania Żydów z Judenplatz, które szczególnie nasiliły się jesienią 1420 roku. Zamykano Żydów do więzień, morzono głodem, torturowano i mordowano. Dzieci żydowskie sprzedawano na niewolników lub, wbrew ich woli, chrzczono. W roku 1421 miało miejsce Wiener Geserah – Źydzi będący jeszcze na wolności schronili się w synagodze Or-Sarua na Judenplatz, którą okupowali przez trzy dni, bez jedzenia i picia, co doprowadziło do zbiorowego samobójstwa.

## Literatura
- Judenplatz Wien 1996. Wettbewerb Mahnmal und Gedenkstätte für die jüdischen Opfer des Naziregimes in Österreich 1938–1945. Mit Beiträgen von Simon Wiesenthal, Ortolf Harl, Wolfgang Fetz u. a., Wien 1996
- Simon Wiesenthal (Hg.) Projekt: Judenplatz Wien. Zur Rekonstruktion von Erinnerung, Zsolnay, Wien 2000
- Gerhard Milchram [Hrsg.]  Judenplatz: Ort der Erinnerung, Pichler, Wien 2000 ISBN 3-85431-217-2
- Adalbert Kallinger: Revitalisierung des Judenplatzes. Wien, Selbstverlag, 1974
- Ignaz Schwarz: Das Wiener Ghetto, seine Häuser und seine Bewohner, Wien 1909
- Samuel Krauss: Die Wiener Geserah vom Jahre 1421. Braumüller, Wien und Leipzig 1920